# 凯莉·潘内克
凯莉·潘内克（英語：Kelly Pannek，1995年12月29日—），美国女子冰球运动员。她曾代表美国国家队参加2018年和2022年冬季奥林匹克运动会冰球比赛，获得一枚金牌和一枚银牌。